# Soundchaser
Soundchaser (букв. «Звуколов») — концептуальный альбом немецкой хеви-метал-группы Rage, вышедший в 2003 году.

## Об альбоме
Soundchaser рассказывает апокалиптическую историю о Звуколове, существе-талисмане на обложках Rage. Будучи создан Великими Древними для защиты мира, с годами Звуколов превратился в монстра, атакующего все, что издает какой-либо звук.

## Список композиций
1. «Orgy of Destruction» — 01:26
2. «War of Worlds» — 06:07
3. «Great Old Ones» — 04:02
4. «Soundchaser» — 05:37
5. «Defenders of the Ancient Life» — 04:04
6. «Secrets in a Weird World» — 05:28
7. «Flesh and Blood» — 05:12
8. «Human Metal» — 05:27
9. «See You in Heaven or Hell» — 04:00
10. «Wake the Nightmares» — 04:58
11. «Death is on It’s Way» — 06:54
12. «French Bouree» (бонус-трек) — 04:11

## Участники записи
- Петер «Пиви» Вагнер — вокал, бас
- Виктор Смольский — гитары, фортепиано, клавишные, ситар
- Майк Террана — ударные, перкуссия

Приглашённые музыканты:
- Энди Дерис — вокал на «Wake the Nightmares»
- Томас Хакман — бэк-вокал

## Позиции в хит-парадах
| Чарт (2003)        | Место |
| ------------------ | ----- |
| German Album Chart | 54    |